# Diactis amniscela
Diactis amniscela är en mångfotingart som beskrevs av Shelley 1996. Diactis amniscela ingår i släktet Diactis och familjen Schizopetalidae. Inga underarter finns listade i Catalogue of Life.